# Вторая кожа
«Вторая кожа» (исп. Segunda Piel) — испанский фильм, вышедший в прокат в 2000 году. Одно из важнейших мест в фильме занимает проблема однополой любви. Режиссёр — Херардо Вера, в ролях — известные испанские актеры Хорди Молья, Хавьер Бардем, Ариадна Хиль.

## Сюжет
В фильме рассказывается о жизни Элены (Ариадна Хиль) и Альберто (Хорди Молья), семейной пары из Мадрида. Внешне у них всё благополучно: есть работа, они любят друг друга, у них есть сын. Но однажды Элена находит в кармане пиджака Альберто счёт из отеля, о котором муж ничего ей не говорил. У неё появляются подозрения, и она находит ещё множество подтверждений того, что у Альберто ведёт другую жизнь, о которой Элена ничего не знает. В итоге она узнает, что Альберто действительно регулярно встречается с другим человеком, которым оказывается врач Диего. Именно с ним Альберто изменяет жене. Диего не знает, что Альберто женат, а его любовник скрывает правду от него. Поняв, что Элена узнала правду, Альберто пытается побороть себя и забыть Диего, чтобы вернуть семейную гармонию, но не может убить в себе любовь к другому мужчине и снова начинает встречаться с ним. Это может привести к необратимым последствиям.

## В ролях
| Актёр              | Роль            |
| ------------------ | --------------- |
| Хавьер Бардем      | Диего           |
| Хорди Молья        | Альберто Гарсиа |
| Ариадна Хиль       | Элена           |
| Сесилия Рот        | Эва             |
| Мерседес Сампьетро | Мария Элена     |